# Strilkove
Strilkove (ukrainska: Стрілкове) är en by i Cherson oblast som ligger på en landtunga vid Azovska sjön i södra Ukraina. 
Strilkove ligger på en av de smala landtungor – Arabatnäset – som förbinder Krim med fastlandet. Denna den östligaste landtungan är delad mellan den autonoma republiken Krim/Republiken Krim och Cherson oblast, som genom sin halva av landtungan fått en "framskjuten position" söderut.
15 mars 2014 gick en trupp på 80 man från Ryska federationens militär i land från Azovska sjön och besatte byn med stöd av fyra stridshelikoptrar och tre pansarvagnar.